# Август 2021 года

Список событий августа 2021 года.

## События
- 1 августа
  - Белорусские спортивные чиновники отстранили легкоатлетку Кристину Тимановскую от участия в Олимпийских играх в Токио после критики в адрес руководства сборной и попытались принудить её сесть на самолёт[1]. Тимановская заявила о намерении просить политического убежища в Европе[2].
  - Более 200 тысяч человек по всей Франции вышли на демонстрации, чтобы выразить своё возмущение введением так называемых «зелёных пропусков»[3].
  - Боевики радикального движения «Талибан» выпустили три снаряда по аэропорту афганского города Кандагар, все рейсы в аэропорт были отменены, а правительственные войска, которые ранее получали продукты и боеприпасы по воздуху, остались без снабжения[4].
  - Сборная США обыграла Мексику и победила в Золотом кубке КОНКАКАФ[5].
  - На Украине вступил в силу закон об основах национального сопротивления[6].

- 2 августа
  - На юге Турции в провинции Анталья произошло ДТП с туристическим автобусом, в результате которого погибли 3 человека, ещё пять человек получили серьёзные травмы. Всего в туристическом автобусе было 22 человека[7].
  - Группировка «Дети огня», связанная с Рабочей партией Курдистана, взяла на себя ответственность за лесные пожары в Турции[8].
  - В Тверской области прошёл смерч. Пострадали город Андреаполь и населенные пункты в Осташковском районе, включая деревню Картунь, в которой повреждены 18 домов из 20[9]. Погибли 3 человека.
  - В Якутии продолжаются сильные лесные пожары: на территории республики зафиксировано 164 лесных пожара в 16 районах[10].
- 3 августа
  - В Кабуле был взорван заминированный автомобиль около дома и. о. министра обороны этой страны, после чего началась перестрелка между нападавшими и охраной дома. В результате происшествия пострадали два человека. Борьба службы безопасности с нападавшими продолжалась около четырёх часов[11].
  - Акции китайских разработчиков видеоигр (Tencent, NetEase, Archosaur Games) обвалились более чем на 10 % после появления в СМИ Китая большого количества статей с критикой игровой индустрии[12].
  - Спутниковые снимки зафиксировали строительство секретной военно-морской базы Индии на отдаленном маврикийском острове Агалега[13].
- 4 августа
  - В Чехии произошла авария на железной дороге — на одноколейном участке дороги столкнулись в лоб два пассажирских поезда, в результате аварии погибли 2 человека, 38 человек пострадали[14].
  - Mattel создала Барби в честь шести женщин, преуспевших в сфере науки и технологий (STEM), в том числе разработчика вакцины от коронавируса Сары Гилберт[англ.][15].
  - Минюст признал ФБК Алексея Навального иностранным агентом[16].
  - Группа австралийских ученых, опубликовала исследование в журнале Clinical and Experimental Pharmacology and Physiology, что в растении Nigella sativa содержится тимохинон, который способен связываться с S-белком коронавируса и препятствовать развитию легочной инфекции. Помимо этого, тимохинон может блокировать цитокиновый шторм[17].
  - ОБСЕ решила не посылать наблюдателей на сентябрьские выборы в России из-за ограничений на размер миссии, наложенных Москвой[18].
- 5 августа
  - Российская компания Экзоатлет сообщила о том, что экзоскелет «ExoAtlet II» был сертифицирован FDA[19].
  - Интернет-издания «Открытые медиа», «МБХ медиа» сообщили о прекращении работы изданий. «Открытые медиа» в качестве причины закрытия высказали опасения в уголовном преследовании своих журналистов[20].
  - В Ирландии продали ягнёнка породы суффолк за 44 тысячи евро, что стало рекордом по цене за подобное животное. Вывел самого дорогого ягнёнка селекционер Ричард Томпсон[21].
  - Китайская компания ByteDance (владелец TikTok) начала массовые увольнения сотрудников из-за усиления давления властей в сфере онлайн-обучения, согласно планам китайского руководства компаниям дополнительного образования больше не позволят привлекать капитал и выходить на биржу[22][23].
- 6 августа
  - Парламент Молдовы утвердил новое правительство Натальи Гаврилицы[24].
  - Российская сборная по высшему пилотажу получила все золотые награды XIV Чемпионата мира по высшему пилотажу, который прошёл в польском городе Торунь[25].
  - Массовый побег заключённых из изолятора временного содержания в подмосковной Истре: сбежали 5 подсудимых[26][27]. 14 сентября был пойман последний из беглецов[28].
  - Астрономы обнаружили новое явление, названное PKS 2130−538 («танцующие призраки»)[29].
  - Вслед за Турцией из-за аномальной жары лесные пожары начались и в Греции[30].
  - По четырём районам Башкортостана прошёл мощный ураган, больше всего разрушений он принёс Чекмагушевскому и Уфимскому районам[31].
  - Трёхнедельный лесной пожар в Калифорнии получивший название «Дикси» уничтожил городок Гринвилл[32].
- 7 августа
  - Сильные лесные пожары в Якутии. Сгорело село Бясь-Кюёль Горного улуса. Из-за сильного ветра верховые пожары угрожают ещё 12 населённым пунктам[33].
  - Правозащитная организация «Проходя через границы» сообщила о том, что свыше 40 мигрантов погибли при попытке попасть в Испанию на лодке, которая вышла со стороны Западной Сахары. Большинство погибших женщины и дети. Десятерым пассажирам перевернувшейся в море лодки удалось выжить[34].
  - Правительство Австралии во главе с премьер-министром Скоттом Джоном Мориссоном ужесточили антиковидные меры, в частности страна закрыла границы от собственных граждан. В Сидней отправлены 300 военнослужащих для контроля за соблюдением карантина[35][36].
  - Произошёл разлив нефтепродуктов в Чёрном море под Новороссийском. Изначально сообщалось, что площадь разлива составила около 200 м², однако Институт космических исследований РАН оценил площадь нефтяного пятна почти в 80 км²[37].
- 8 августа
  - Логистический кризис в Британии: из-за выхода из ЕС и пандемии появилась нехватка 100 тыс. дальнобойщиков. Для решения проблемы правительство привлекло армию в рамках операции Rescript[38].
  - В Якутии введён режим чрезвычайной ситуации по причине приближения лесных пожаров к населённым пунктам и экономическим объектам[39].
- 9 августа
  - В республиканской клинической больнице Владикавказа в результате сбоя в работе кислородного оборудования скончалось 11 пациентов больницы для больных коронавирусной инфекцией. По другим данным, 9 умерли из-за инцидента, а ещё два человека скончались по другим причинам[40][41].
  - В республике Чад в результате конфликта между двумя общинами из-за сельскохозяйственного участка погибли 21 человек, ещё 20 пострадали. Для прекращения вооружённого конфликта потребовалось вмешательство властей[42].
  - На Большом адронном коллайдере обнаружили новую частицу — экзотический тетракварк Tcс+[43].
  - Земли в Германии планируют вернуть федеральным властям не менее 2,3 миллиона доз вакцин от коронавирусной инфекции на фоне спада спроса на прививки[44].
  - Министерство цифрового развития РФ направило в правительство план мероприятий по принудительному переводу всех госслужащих и бюджетников на российские мессенджеры, почту и сервисы видео-конференц-связи (ВКС)[45].
  - В 4 районах Башкортостана продолжаются лесные пожары, огнём охвачено более 1,9 тыс. га[46].
  - Власти Якутии расширили режим ЧС, введённый в регионе 23 июня из-за лесных пожаров, в связи с переходом лесных пожаров на территории населенных пунктов и объектов экономики. Речь идёт о селе Бясь-Кюёль в Горном районе Якутии, где в результате верхового пожара пострадал 31 дом[47].
  - На Кубе под влиянием массовых протестов был легализован малый и средний бизнес[48].
- 10 августа
  - 6-кратный обладатель «Золотого мяча» Лионель Месси после 21 года в «Барселоне» перешёл в «Пари Сен-Жермен».
  - Губернатор штата Нью-Йорк Эндрю Куомо заявил об отставке на фоне обвинений в сексуальных домогательствах. Обязанности губернатора до выборов перешли вице-губернатору Кэти Хокул, которая стала первой женщиной во главе штата Нью-Йорк[49].
- 11 августа
  - В Германии началась забастовка машинистов пассажирских поездов, которые требуют выплаты компенсации в размере 600 евро и повышения заработной платы на 1,4 %. Профсоюзы объявили о том, что забастовка продлится 48 часов[50].
  - Бывший председатель правительства Северной Осетии Сергей Такоев был арестован по делу о растрате[51].
  - Энергетическая группа Royal Dutch Shell согласилась выплатить €94,9 млн общинам народа огони в качестве компенсации за разлив нефти на юго-востоке Нигерии более полувека назад[52].
- 12 августа
  - В Турции 17 человек погибли в результате наводнения в провинциях Кастамону, Синоп и Бартын. В продолжающейся поисково-спасательной операции в этих регионах занято около 4600 человек[53].
  - При взрыве автобуса в Воронеже погибли 2 человека, 24 пострадали[54].
  - Военный суд в Южной Корее приговорил бывшего участника кей-поп группы Big Bang Сынни к трём годам заключения по делу о сутенёрстве и штрафу в 1,15 миллиарда вон[55].
- 13 августа
  - Радикальное движение «Талибан» захватило второй по величине город в Афганистане Кандагар[56].
  - В России обновлён максимум по числу подтвержденных летальных исходов от COVID-19: 815 человек[57].
  - В китайской провинции Хубэй минимум 21 человек погиб из-за наводнения, вызванного ливнями. Интенсивность осадков здесь составила около 100 миллиметров в час, а уровень воды в пострадавших районах от 3,5 до 5 метров[58].
  - В Забайкальском и Хабаровском краях, Амурской области и Еврейской автономной области из-за паводков введён режим чрезвычайной ситуации федерального уровня[59].
- 14 августа
  - Новым председателем «Истинных финнов» стала Риикка Пурра[60].
  - В Турции разбился пожарный самолёт Бе-200, арендованный у России. На борту находилось 8 человек, выживших нет[61].
  - Землетрясение на Гаити. Погибло более 2000 человек[62].
- 15 августа
  - В Геленджике за несколько часов выпало около 60 мм дождей, что составляет четырёхмесячную норму осадков для этого города[63].
  - Террористическое движение «Талибан» захватило власть в Афганистане, оккупировав столицу Кабул. Бывший президент Ашраф Гани за несколько часов до вторжения «Талибана» бежал из столицы[64][65].

- 16 августа
  - Российские фигуристы Евгения Тарасова и Владимир Морозов выиграли предсезонный турнир Cranberry Cup в Бостоне с результатом 227.63 балла[66].
  - Число погибших в результате землетрясения на Гаити выросло до 1297 человек, ещё около 5700 человек ранены, примерно 3200 из них госпитализированы, также есть пропавшие без вести[67].
  - Оппозиционная либеральная Объединённая партия национального развития и её лидер Хакаинде Хичилема выиграли всеобщие выборы в Замбии[68].
- 17 августа
  - В Японии на атомной электростанции «Хамаока», в здании пятого энергоблока сработала пожарная сигнализация. Информация о пострадавших и повышении уровня радиации не подтверждается[69].
  - В столице Афганистана Кабуле захватившие власть в стране талибы временно закрыли международный аэропорт на посадку и вылет после произошедшего там накануне хаоса[70].
  - В Московской области в районе города Кубинка во время выполнения тренировочного полёта в рамках проходящих испытаний потерпел крушение опытный самолёт Ил-112В. На борту находились три человека, все они погибли[71].
  - Облачный сервис Microsoft 365 прекратил поддержку браузера Internet Explorer[72].
- 18 августа
  - В Астраханской области при выполнении планового полета потерпел крушение истребитель МиГ-29. Самолёт упал на территории военного полигона Ашулук. Лётчик погиб[73].
  - Росстат установил сроки проведения всероссийской переписи населения. Перепись пройдет с 15 октября по 14 ноября 2021 года, на труднодоступных территориях — до 20 декабря[74].
  - Известный афганский режиссёр и генеральный директор государственной кинокомпании «Афганфильм»[англ.] Сахра Карими эвакуирована из Афганистана в Киев[75].
  - МИД ОАЭ подтвердил, что ОАЭ приняли у себя президента Ашрафа Гани и его семью на основаниях гуманитарной поддержки[76].
  - Правительство Японии приняло решение отменить Гран-при Японии 2021 из-за продолжающейся пандемии в стране[77].

- 19 августа
  - В столице Сомали городе Могадишо в результате взрыва, устроенного террористом-смертником, погибли 5 человек, ещё несколько получили ранения[78].

- 20 августа
  - Канцлер Германии Ангела Меркель прилетела в Москву для встречи с российским президентом Владимиром Путиным[79].
  - Глава компании Tesla Илон Маск заявил, что его фирма работает над созданием антропоморфного робота под названием Tesla Boy[80].
  - Телеканал «Дождь» и интернет-издание «Важные истории» внесены в список СМИ-иноагентов[81].
- 21 августа
- 22 августа
  - Премьер-министр Швеции Стефан Лёвен заявил, что покинет пост председателя Социал-демократической партии Швеции и уйдёт в отставку в ноябре[82].
  - Российская ракета-носитель «Союз-2.1б» успешно вывела на орбиту очередные 34 спутника британской системы связи OneWeb[83].

- 23 августа
  - В американском штате Теннесси жертвами наводнения стали 22 человек, ещё 40 человек числятся пропавшими без вести[84].
  - Китайские банки впервые применили цифровой юань при заключении фьючерсных сделок[85].
  - Из-за продолжающейся аномальной жары вспыхнул лесной пожар в Южноуральском природном заповеднике Башкортостана рядом с городом Межгорье[86].
  - Тропический шторм «Генри» оставил почти 100 тыс. домов на северо-востоке США без электричества[87].

- 24 августа
  - Американские учёные из Университета Вашингтона обнаружили антитела SARS-38, способные эффективно бороться со всеми известными штаммами коронавируса COVID-19[88].
  - На пике Гренландского ледникового щита впервые в истории метеонаблюдений прошёл дождь. Он привел к массивному таянию льда[89].
  - Алжир разорвал дипломатические отношения с Марокко[90].
  - В Токио прошла церемония открытия Параолимпийских игр 2020 года[91].

- 25 августа
  - Международный паралимпийский комитет заявил, что афганские пара-тхэквондисты Закия Худадади и Хуссейн Расули теперь в безопасности. Их эвакуировали из аэропорта Кабула. Худадади должна была стать первой в её стране женщиной-паралимпийцем[92].
- 26 августа
  - Около аэропорта в Кабуле, откуда проводится эвакуация желающих покинуть Афганистан, террорист-смертник совершил взрыв[93], очевидцы сообщают, что после этого последовало ещё не менее 6 взрывов. По последним данным, погибли 90 человек[94].
  - В Египте обнаружили нового древнего кита Phiomicetus anubis с 4 лапами, жившего около 43 миллионов лет назад[95].
  - Минздрав зарегистрировал вакцину от коронавируса «ЭпиВакКорона-Н»[96].
  - Ученые Аризонского университета нашли в теле человека фермент sPLA2-IIA, способствующий более тяжёлому протеканию коронавирусной инфекции COVID-19[97][98].
- 27 августа
  - В Казахстане произошёл взрыв на складе инженерных боеприпасов, вслед за которым начался пожар. Погибли 17 человек, 98 пострадали.
  - Учёные из Дании и Швеции, прибывшие в северную часть Гренландии для сборов образов на острове Оодаак, открыли новый остров Кекертак Аваннарлег оказавшийся, предположительно, самым северным участком суши на планете[99].

- 28 августа
  - В Афганистане талибы убили известного афганского исполнителя народной музыки Фавада Андараби[100].
- 29 августа
  - Солист группы Rammstein Тилль Линдеманн отказался от выступления на фестивале «МакЛарин за Родину», который должен был пройти 29 августа в Твери. Накануне к музыканту в номер пришли сотрудники полиции, которые вручили ему предписание, запрещающее выступать на фестивале в связи с антиковидными ограничениями. Сам фестиваль в итоге также не состоялся[101].
  - На побережье Мексиканского залива обрушился ураган «Ида», из-за урагана в Луизиане остались без света более 1 млн человек[102].

- 30 августа
  - Защитник греческого футбольного клуба «Олимпиакос» Рубен Семеду арестован по обвинению в изнасиловании 17-летней девушки[103].
  - Министерство здравоохранения, труда и благосостояния Японии объявило о приостановке использования ещё 1 млн доз вакцины против коронавируса Moderna, причина приостановки — обнаружение инородных примесей во флаконах[104].
  - В Китае для борьбы с зависимостью от компьютерных игр ужесточили ограничения для несовершеннолетних геймеров: подростки могут проводить за онлайн-играми только один час в пятницу, выходные дни и праздники[105].

- 31 августа
  - В ЕС введены ограничения на въезд из ряда стран, включая США[англ.] и Израиль, а также на посещение этих стран, в связи с ростом числа заболеваний коронавирусом COVID-19. Всего в ограничительный список попало семь стран[106].
  - Из Кабула вылетел последний самолёт, эвакуировавший американских военных, таким образом США завершили 20-летнюю миссию в Афганистане. Аэропорт Кабула перешёл под полный контроль талибов[107].
  - В парламенте Эстонии в ходе второго тура президентских выборов определили нового главу государства, которым стал бывший директор эстонского Национального музея Алар Карис[108].
  - ЕСПЧ вынесен вердикт относительно убийства журналистки Натальи Эстемировой: суд признал нарушение в части отсутствия надлежащего расследования. Однако то, что Эстемирова была похищена представителями государства и что государство причастно к её убийству, суд счёл недоказанным[109].
  - Председатель Европейской комиссии Урсула фон дер Ляйен сообщила, что в Евросоюзе 70 процентов взрослого населения полностью вакцинировались от коронавирусной инфекции[110].
  - Исмаил Сабри Якоб принял присягу в качестве премьер-министра Малайзии[111].